# Marinus Willem de Jonge van Campensnieuwland
Marinus Willem de Jonge van Campensnieuwland, heer van van Campensnieuwland (Zierikzee, 29 maart 1786 - Veur, 11 september 1858) was een uiterst conservatief Nederlands politicus.

## Familie
Hij was de oudste zoon van Willem Adriaan de Jonge (1763-1835, sinds 1830 heer van Campensnieuwland (door koop), onder andere burgemeester van Zierikzee, en Cornelia Petronella Mogge Pous (1765-1837). Hij trouwde in 1812 met Magdalena Maria Evertsen (1792-1872) uit welk huwelijk een zoon werd geboren die in 1863 overleed. Hij was een broer van Johannes Cornelis de Jonge en oom van Johan Karel Jakob de Jonge en Willem Adriaan Cornelis de Jonge.

## Leven
Hij studeerde te Leiden en promoveerde er op 26 september 1807, waarna hij als advocaat bij het hooggerechtshof in Den Haag beëdigd en om zijn welsprekendheid beroemd werd. Achtereenvolgens was hij raadsheer in de Hoge Raad (1833) vicepresident van het provinciale hof in Zuid-Holland (1838), lid van de commissie van redactie tot herziening der nationale wetgeving (1831-1843), voorzitter van de staatscommissie ter herziening der militaire wetgeving (1841), lid van de Tweede Kamer (1829-1841) en voorzitter daarvan (1838-1839). Als Tweede Kamerlid werd hij in 1831 met anderen door de koning belast met de voorbereiding van een grondwetsherziening om de Belgische opstandelingen de wind uit de zeilen te nemen. Voorts was hij lid van de Raad van State (1839-1844) en minister van Justitie (1844-1848). In deze laatste hoedanigheid was hij een krachtig bestrijder van de liberale voorstellen tot grondwetsherziening. In 1848 trad hij dan ook af toen Willem II in één dag van uiterst conservatief uiterst liberaal was geworden.
Hij overleed in 1858 op zijn buitenplaats Rozenrust onder Veur op 72-jarige leeftijd.

## Werk
Beroemd om de vorm en wegens de overwinning die hij daarmee op Jonas Daniël Meijer behaalde, zijn zijn: Pleit-redenen tegen Lodewijk Bonaparte betrekkelijk het Paviljoen te Haarlem (Delft 1820). Voorts publiceerde hij de dissertatie Exhibens quaedam de testamento nullo et rupto, et de hujus doctrinae usu in foro (1807)
- Biografisch Portaal: 09863133
- Digitale Bibliotheek voor de Nederlandse Letteren: jong101
- Gemeinsame Normdatei: 121845893
- International Standard Name Identifier: 0000 0000 3205 1022
- Library of Congress Control Number: n88101220
- Nederlandse Thesaurus van Auteursnamen: 07007125X
- Parlement.com: vg09llsq0hx3
- Virtual International Authority File: 72259976